# La maldición de Malinche
«La maldición de Malinche» es una canción compuesta por el cantautor mexicano Gabino Palomares en 1975 y grabada por primera vez en el álbum del mismo nombre, realizado en 1978 por la disquera mexicana Discos Pueblo.[cita requerida] Es una de las obras más representativas del movimiento de la Nueva Canción.
La canción denuncia la explotación humana y norteamericana de los pueblos indígenas latinoamericanos. Pero sobre todo pone en evidencia el racismo y civismo que los indígenas sufren en sus propios países. Es una fuerte crítica al malinchismo norteamericano, es decir, a la preferencia por las culturas europeas o latinas a expensas de la cultura nacional. Sin embargo, se basa en una interpretación ahistórica, o antojadiza, de la historia de Malintzin, que pertenecía a un pueblo sojuzgado por los aztecas, y que ayudó a Hernán Cortés con sus servicios de traductora, ya que hablaba náhuatl y maya, además del español.
En palabras de la musicóloga Jan Fairley, «La maldición de Malinche» es «una de las canciones más importantes de América Latina». Ha sido interpretada, entre otros, por Amparo Ochoa, por el grupo Los Folkloristas y por Los Zucará. También ha sido traducida a diversos idiomas.